# Phreatia calcarata
Phreatia calcarata är en orkidéart som beskrevs av Johannes Jacobus Smith. Phreatia calcarata ingår i släktet Phreatia och familjen orkidéer. Inga underarter finns listade i Catalogue of Life.